# Los Colorado
Los Colorado es una próxima serie animada de televisión mexicana producida por Huevocartoon en asociación con Grupo Chespirito, y en coproducción con Telefilms y THR3 Studios, basada en el personaje del Chapulín Colorado de Roberto Gómez Bolaños, así como en la serie de televisión epónima emitida originalmente entre 1973 y 1979. Es la segunda adaptación de animación para televisión del personaje, siendo precedida por El Chapulín Colorado animado (2015–2017), serie producida por Televisa en asociación con Ánima Estudios. Asimismo, es la tercera serie de televisión animada basada en los personajes de «Chespirito», mientras que, por parte de Huevocartoon, esta producción es su quinta serie de televisión con episodios de larga duración.

## Sinopsis
La serie sigue las aventuras del Chapulín Colorado, que ahora está casado y es padre de dos hijos.

## Reparto de voces
- Jesús Guzmán como El Chapulín Colorado.

## Producción

### Desarrollo
La serie es producida por Rodolfo y Gabriel Riva Palacio de Huevocartoon, Bruce Boren de THR3 Studios y Tomás Darcyl de Telefilms, bajo la supervisión de Grupo Chespirito. Se contará con 20 capítulos de 24 minutos cada uno.

## Recepción
El 21 de octubre de 2024, el primer capítulo fue presentado por Telefilms en la feria audiovisual Mipcom, celebrada en la ciudad de Cannes, Francia.